# 31 (liczba)
31 (trzydzieści jeden) – liczba naturalna następująca po 30 i poprzedzająca 32.
Jest jedną z liczb pierwszych i trzecią liczbą Mersenne’a. Razem z liczbą 29 tworzy parę liczb bliźniaczych.

## 31 w nauce
- liczba atomowa galu
- galaktyka Andromedy (Messier 31)
- galaktyka NGC 31
- planetoida (31) Euphrosyne

## 31 w kalendarzu
31. dniem w roku jest 31 stycznia. Zobacz też co wydarzyło się w 31 roku n.e.
Siedem miesięcy w roku (styczeń, marzec, maj, lipiec, sierpień, październik i grudzień) mają każdy po 31 dni.